# Вестсайдська історія (фільм, 2021)
«Вестсайдська історія» (англ. West Side Story) — романтичний музичний фільм режисера Стівена Спілберга. Стрічка є адаптацію бродвейського однойменного мюзиклу Леонарда Бернстайна та Стівена Сондхайма.

## Сюжет
У 1957 році «Ракети» — вулична банда молодих людей, нащадків білих емігрантів — борються з «Акулами», пуерториканцями, за контроль над районом Сан-Хуан-Гілл у Вест-Сайді на Мангеттені. Офіцер Крапке та лейтенант Шранк намагаються зупинити протистояння, наголошуючи, що будівлі в цьому кварталі все одно будуть знесені задля будівництва Лінкольн-центру. Проте члени банд надто горді, аби поступитися. Ріфф, лідер «Ракет», пропонує вирішити все бійкою та звертається по допомогу до свого друга Тоні, який нещодавно вийшов із в’язниці умовно-достроково. Тоні відмовляється, прагнучи почати нове життя, працюючи помічником у пуерториканки Валентини — власниці крамниці Дока. Тим часом Марія, сестра лідера «Акул» Бернардо, заручена з його другом Чіно, але мріє про свободу. На одному з танцювальних вечорів Тоні та Марія закохуються одне в одного. Це дратує Бернардо, і він погоджується на умови Ріффа щодо бійки, але за умови, що Тоні також буде там. Після танців закоханий Тоні знаходить дім Марії й обіцяє їй побачення наступного вечора.
Бернардо та його дівчина Аніта сперечаються про життя в Нью-Йорку і Пуерто-Рико: Аніта вірить в Американську мрію, а Бернардо ставиться до неї скептично. Поліція допитує членів «Ракет» про майбутню бійку, та ті все заперечують. Тоні призначає Марії побачення в музеї Клойстерс в Верхньому Мангеттені. Він зізнається, що рік сидів у в’язниці за те, що мало не забив до смерті члена іншої банди; цей випадок його змінив. Марія просить Тоні завадити бійці, і вони клянуться одне одному у вічному коханні. Тоні намагається переконати Ріффа відмовитися від бійки, забравши у нього нещодавно куплений пістолет, але «Ракети» повертають його . Лейтенант Шранк наказує Крапке та поліції завадити бійці. Попри всі зусилля, бійка все ж відбувається, під час якої Бернардо смертельно ранить Ріффа. У нападі люті Тоні вбиває Бернардо ножем. Після прибуття поліції банди тікають, а Чіно знаходить пістолет Ріффа.
Марія розповідає подругам на роботі про своє кохання до Тоні, але Чіно приносить звістку про те, що Тоні вбив Бернардо. Приголомшена, Марія повертається додому, але побачивши Тоні біля вікна своєї кімнати, забороняє йому здаватися поліції і просить тікати. Валентина дізнається про смерть Бернардо і замислюється над природою своїх стосунків із покійним Доком. Тим часом Чіно замислює вбивство Тоні, попри заперечення від «Акул». Аніта знаходить у морзі тіло Бернардо, а повернувшись додому, застає Марію з Тоні. Вона свариться з Марією, але розуміє, що та справді кохає Тоні. Згодом лейтенант Шранк допитує Марію про місце перебування Тоні, а вона посилає Аніту до крамниці Валентини, щоб попередити його. Та в крамниці Аніта натрапляє на кількох «Ракет», які ображають її за расовою ознакою і намагаються зґвалтувати. Дівчину рятує Валентина. Приголомшена, Аніта клянеться повернутися в Пуерто-Рико та бреше Валентині, кажучи, що Чіно вбив Марію. Валентина дорікає «Ракетам», які з ганьбою розходяться.
Валентина передає Тоні слова Аніти, і той вибігає на вулицю, благаючи Чіно вбити його. Марія приходить до крамниці з речами, але з’являється Чіно і стріляє в Тоні. Тоні вмирає на руках Марії. Марія бере пістолет і наводить його на прибулих «Ракет» і «Акул», звинувачуючи їх у безглуздих смертях через їхню ворожнечу; зі сльозами на очах вона кидає зброю. Перед самим прибуттям поліції обидві банди підіймають тіло Тоні та несуть його до крамниці Дока, а Марія йде за ними.

## У ролях
| Актор               | Роль            |
| ------------------- | --------------- |
| Енсел Елгорт        | Тоні            |
| Рейчел Зеглер       | Марія           |
| Ріта Морено         | Валентина       |
| Аріана ДеБоз        | Аніта           |
| Девід Альварес      | Бернардо        |
| Джош Андрес Рівера  | Чіно            |
| Корі Столл          | лейтенант Шранк |
| Браян д'Арсі Джеймс | сержант Крупке  |
| Майк Фейст          | Ріфф            |
| Анна Ізабель        | Розалія         |
| Медді Зіглер        | Велма           |

## Створення фільму

### Виробництво
У березні 2014 року стало відомо, що Стівен Спілберг зацікавлений як режисер у кіноадаптації бродвейського мюзиклу «Вестсайдська історія». У 2017 Тоні Кушнер заявив, що працює над сценарієм до фільму. Наступного року було анонсовано, що скоріш за все Стівен Спілберг буде режисером стрічки. Через кілька днів було оголошено кастинг. У вересні 2018 року Джастін Пек став хореографом стрічки.
У травні 2019 стало відомо, що Девід Ньюмен займається аранжуванням й адаптацією оригінальної музики мюзиклу. Густаво Дудамель, керівник Лос-Анджелеського філармонічного оркестру, буде диригентом під час запису разом із Джанін Тесорі, яка буде працювати вокальним тренером.

### Знімальна група
- Кінорежисер — Стівен Спілберг
- Сценарист — Тоні Кушнер
- Кінопродюсер — Крісті Макоско Крігер, Кевін Мак-Коллум, Стейсі Снайдер, Стівен Спілберг
- Кінооператор — Дон Майкл Берджесс
- Композитор — Леонард Бернстайн, Девід Ньюмен
- Художник-постановник — Адам Стокгаузен
- Художник-декоратор — Рена ДеАнжело
- Художник-костюмер — Пол Тазевелл
- Підбір акторів — Сінді Толан[12]

## Нагороди та номінації
Американська кіноакадемія оголосила номінантів на здобуття премії «Оскар» у 2022 році. Так фільм «Вестсайдська історія» потрапив у номінацію в наступних категоріях: Кращий фільм, Найкращий режисер, Найкраща акторка другого плану, Найкращі костюми, Найкраща операторська робота. Церемонія нагородження премії запланована на 27 березня 2022 року.